# IMO-nummer

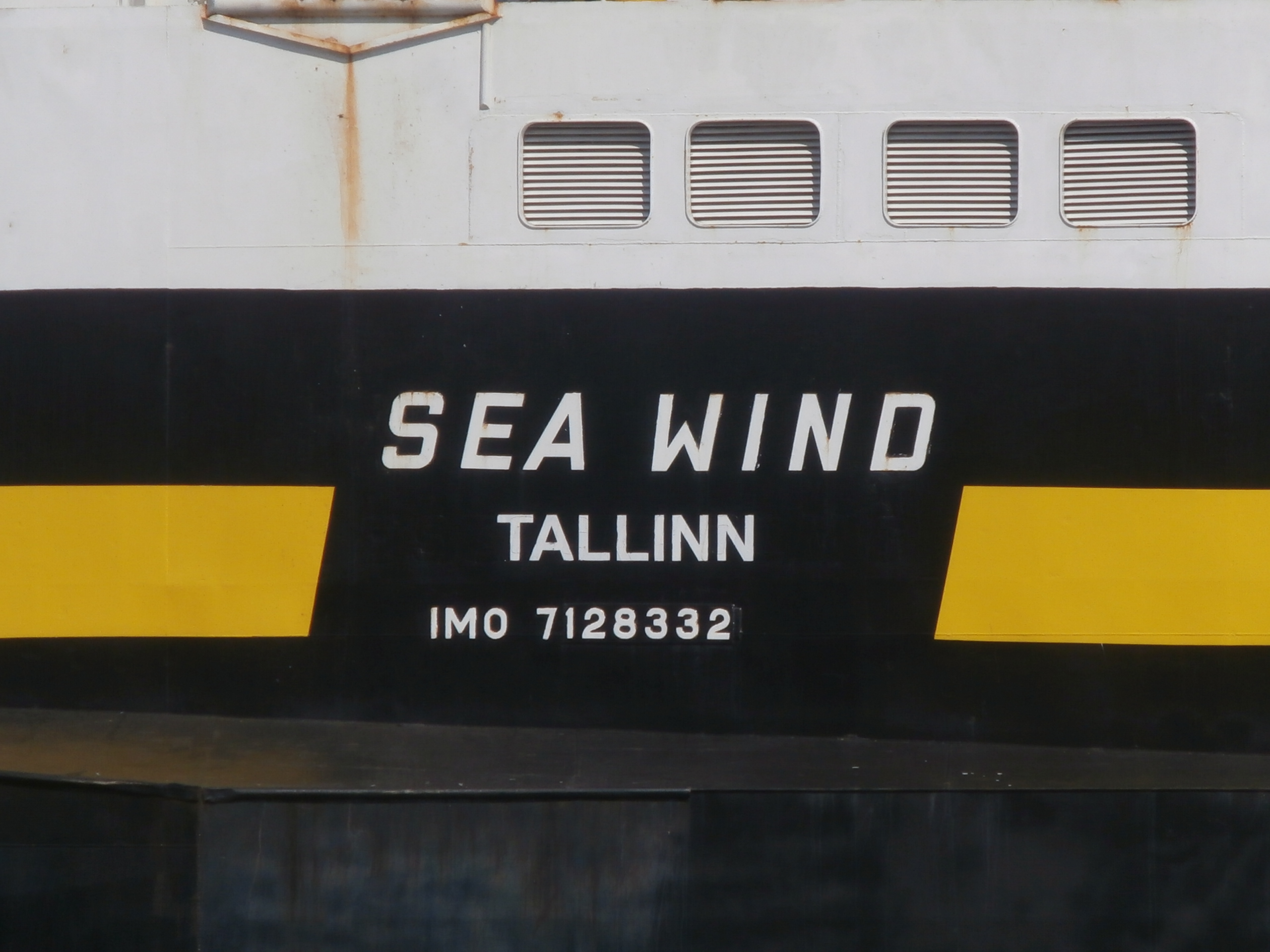
Fartyget Sea Wind, 2016.

Ett IMO-nummer är ett unikt identitetsnummer för fartyg, som tilldelas av Lloyd's på uppdrag av Internationella sjöfartsorganisationen (IMO). IMO-nummer för fartyg är sedan 1996 obligatoriskt för de stater som skrivit under SOLAS. Det gäller passagerar- och lastfartyg över en viss storlek, och är frivilligt för flera andra typer av fartyg.
Numret identifierar fartyget och ändras varken vid ägarbyte, ändring av registreringsland eller ändring av fartygsnamn. Sedan 2004 måste passagerarfartyg ha IMO-numret målat på en horisontell yta och synligt från luften. IMO-nummer för fartyg består av sju siffror (den sista är en kontrollsiffra).
Även fartygsägare och rederier som hanterar fartyg över en viss storlek måste ha ett IMO-nummer.